# Baptiste Trotignon
Baptiste Trotignon (Meulan-en-Yvelines, 1974) es un pianista francés de jazz.

## Biografía
Comenzó tocando el violín con cinco años, pero en parte influido por su padre que lo tocaba como aficionado, se pasó pronto al piano. De forma particular, estudió desde los nueve años el repertorio pianístico clásico y romántico alemán. Años después, se graduó en piano y composición en la «Academia de Música» de Nantes. 
En 1995, se trasladó a París; desde ese momento, empezó a ser conocido en clubes de jazz y Festivales internacionales. Trabajó como acompañante de Eric Le Lann, Christian Escoudé, Ricardo Del Fra, Claudia Solal, François y Louis Moutin, Archie Shepp, David Murray, Aldo Romano, Frank Morgan, etc.
En 1996, fue galardonado con el segundo premio como solista en el «Concurso Nacional de Jazz de la Defensa». 
En 1998 formó un trío con Clovis Nicolas (contrabajo) y Tony Rabeson (batería). 
En 2001 recibió el premio «Django de Oro» al músico de Francia más prometedor por su primer disco: Fluide. 
En 2002 ganó el Gran Premio en el «Internacional Piano Jazz Martial Solal». En 2003 recibió «Premio Jazz Victory» también como músico revelación. 

## Discografía
- Fluide (Naïve, 2000). Trío.
- Sightseeing (Naïve, 2001). Trío.
- Solo (Naïve, 2003). Solo.
- Trotignon, El-Malek, Hall, Pallemaerts (Naïve, 2005). Cuarteto.